# Suzuki GSX-R1100
La Suzuki GSX-R1100 (o GSX-R 1100) è una motocicletta sportiva prodotta dalla casa motociclistica giapponese Suzuki.
Questa moto è stata prodotta dal 1986 al 1997, in quattro serie diverse.

## Descrizione e storia

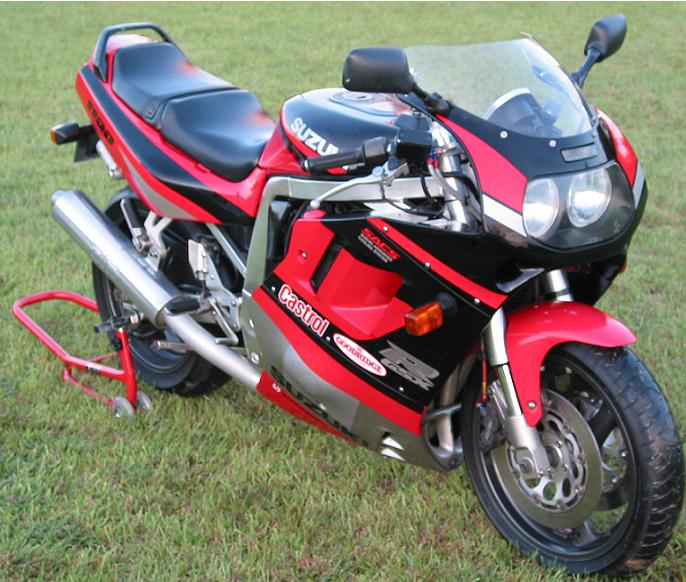
R1100 terza serie del 1991

La prima serie (dal 1986 al 1988) era caratterizzata da un motore quattro cilindri in linea a quattro tempi con raffreddamento misto aria-olio (sistema SACS) di 1052 cm³ con una potenza di 130 CV a 9.500 giri/min, oltre a dei peculiari cerchi da 18 pollici. Può essere considerata la capostipite delle supersportive estreme: era infatti estremamente precisa in velocità, a scapito di una scarsa maneggevolezza e una certa durezza di guida, più adatta alla pista ma più scomoda su strada. I primi modelli italiani furono introdotti dall'importatore con un faro quadro per rispettare la normativa dell'epoca. Eccezionale era l'accelerazione con un record sui 400m. di 10.5 sec. con uscita a 215 km/h, che resistette molti anni. Velocità massima 260 km/h.
Nella seconda serie (dal 1989 al 1990) il motore fu incremento nella cubatura, venendo portati a 1127 cm³ sempre con sistema di raffreddamento SACS, ma avente una potenza superiore di 140 CV a 9.600 giri/min, e vennero introdotti i cerchi da 17 pollici, ormai consuetudine per le supersportive. Venne rivista la ciclistica, in modo da migliorare la maneggevolezza e la facilità di guida a scapito della precisione, decisione criticata dagli amanti della pista ma apprezzata dai motociclisti di strada.

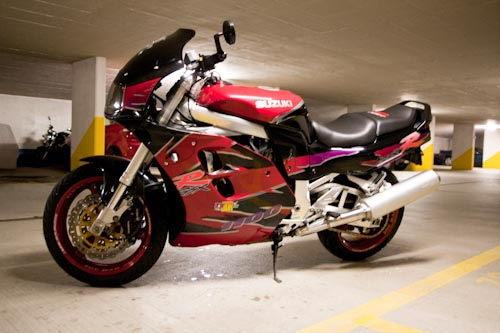
R1100 quarta serie

La terza serie, prodotta dal 1991 al 1992, pur mantenendo lo stesso motore subì dei miglioramenti che portano la potenza massima a 150 CV a 10.000 giri/min. e 11,9 Kg/m a 7.500 giri/min. Di questa serie, la rivista Tuttomoto realizzò un servizio sul numero di marzo del 1992, in cui ne veniva sottolineata l'assoluta inaffidabilità per i principianti. 
La quarta ed ultima serie, che va dal 1993 al 1997, adottò un motore raffreddato a liquido da 1074 cm³ dotato di 155 CV a 10.000 rpm. A tal proposito, il motore SACS pur essendo più avaro di prestazioni garantiva una maggiore affidabilità, derivante dal fatto che usando l'olio come liquido di raffreddamento il motore poteva essere mantenuto ad una temperatura leggermente più alta (circa 140°) senza nessun problema.
Nel corso della sua evoluzione, la GSX-R 1100 non subì particolari modifiche alle carene, eccezion fatta per alcune prese d'aria e per la forma dei fari; invece venne più volte modificato il telaio, per rendere la moto più maneggevole in strada.